# موجات حر أوروبا 2019
في أواخر يونيو وأواخر يوليو 2019، كانت هناك موجتان حراريتان أوروبيتان متميزتان زمنيًا، والتي سجلت أعلى درجات حرارة قياسية على الإطلاق في بلجيكا وفرنسا وألمانيا ولوكسمبورج وهولندا والمملكة المتحدة.
أدت موجة الحر الأولى، في أواخر شهر يونيو، إلى مقتل أكثر من 567 شخصًا، ووفقًا لخبراء الأرصاد الجوية، فقد كان السبب في ذلك هو الضغط العالي والرياح القادمة من الصحراء الكبرى والتي أثرت على أجزاء كبيرة من القارة. وقد أدى ذلك إلى تسجيل درجات حرارة قياسية لشهر يونيو في العديد من المواقع. شهدت فرنسا درجات حرارة تجاوزت 45 °م (113 °ف) لأول مرة في التاريخ المسجل. أعلى درجة حرارة قياسية على الإطلاق بلغت 46.0 °م (114.8 °ف) حدث في 28 يونيو في فيرارج.
وفي أواخر شهر يوليو، حدثت موجة حر ثانية، تحطمت خلالها الأرقام القياسية على الإطلاق بمقدار 3 °م (5.4 °ف) في بلجيكا، بنسبة 2.1 °م (3.8 °ف) في ألمانيا وهولندا، بنسبة 0.3 °م (0.5 °ف) في لوكسمبورج، وبنسبة 0.2 °م (0.4 °ف) في المملكة المتحدة. وأفادت التقارير بوفاة 868 شخصا في فرنسا وشخص واحد في بلجيكا، إلى جانب نفوق آلاف الحيوانات عندما تعطلت أنظمة التهوية في الحظائر. ونتيجة لارتفاع درجات حرارة مياه الأنهار وتباطؤ تدفقاتها، وخاصة في فرنسا وإلى حد ما في ألمانيا، اضطر عدد من محطات الطاقة الحرارية التي تستخدم التبريد المباشر ولا تحتوي على أبراج تبريد إلى تقليل إنتاجها أو إغلاقها لتجنب انتهاك الحدود البيئية لدرجة حرارة مياه الأنهار المصممة لحماية الحياة المائية.

## التاريخ الجوي

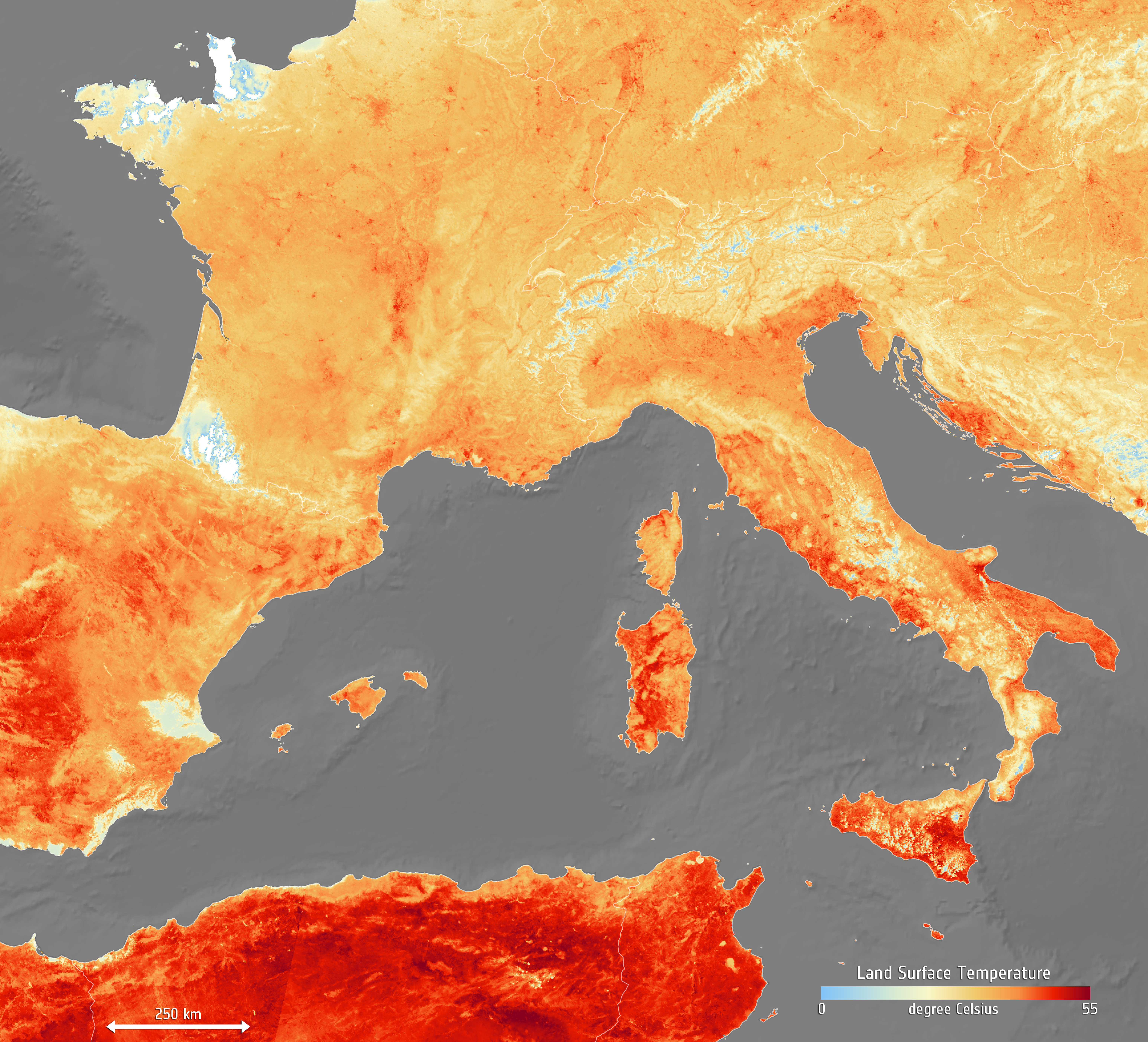
درجات الحرارة يوم 26 يونيو.

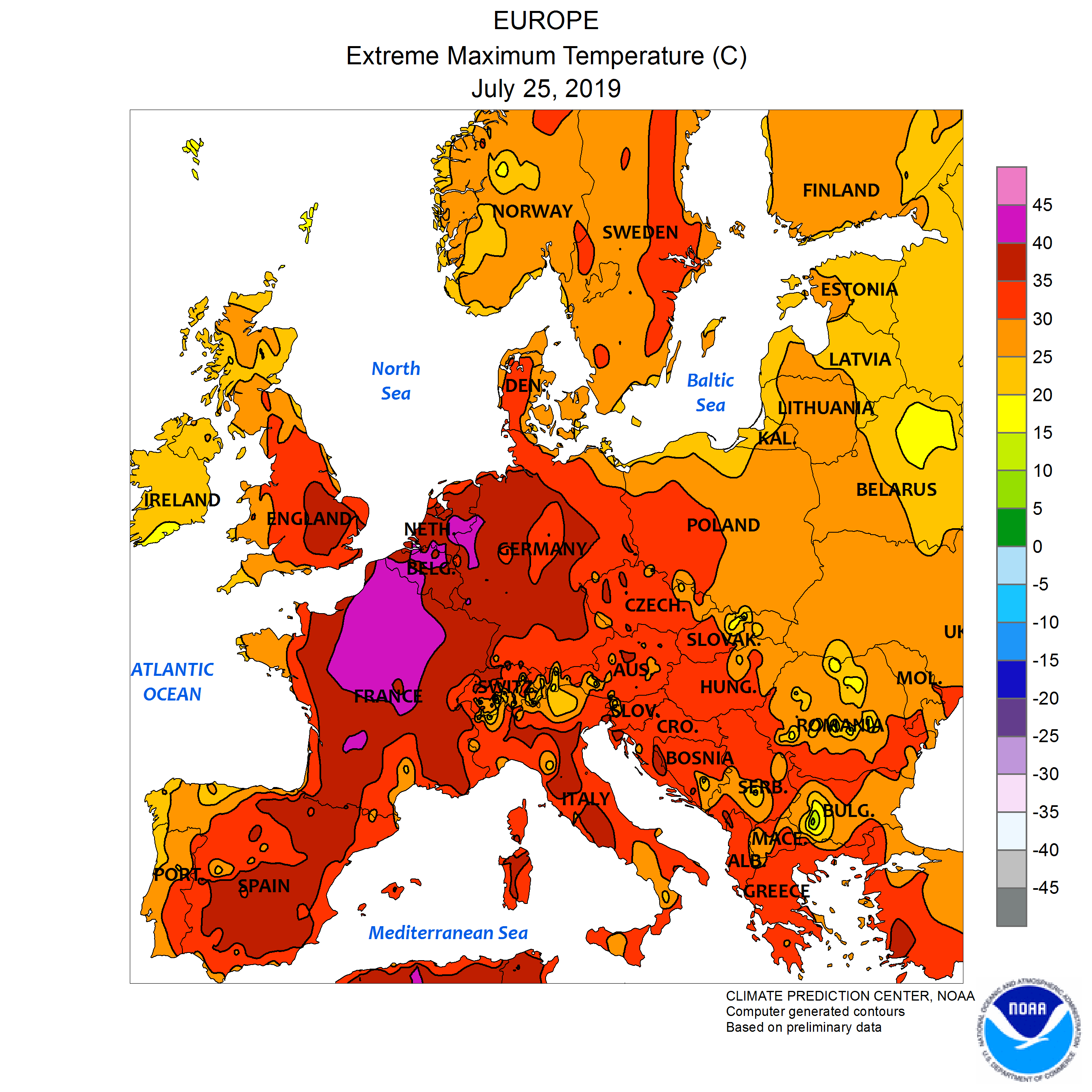
أقصى درجات الحرارة يوم 25 يوليو.

إن حالة الحرارة فوق المعدل الطبيعي في شهر يونيو ناجمة عن إعصار مضاد شاذ طويل الأمد في طبقة التروبوسفير العليا، والذي يحمل الهواء الدافئ من منطقة الساحل والبحر الأبيض المتوسط ويعزز الإشعاع الشمسي الوارد والتدفقات المضطربة على السطح. تنشأ الحالة الشاذة من الإعصار المضاد نتيجة لنمط غير عادي من الممر البريطاني-البايكال وحدث كسر موجة روسبي الشامل فوق أوروبا.
كانت موجة الحر في شهر يوليو ناجمة عن كتلة أوميجا قوية، تتكون من هواء ساخن وجاف من شمال إفريقيا، محاصر بين أنظمة العواصف الباردة. امتدت منطقة الضغط العالي من الهواء الساخن، والتي تسمى إيفون، من وسط البحر الأبيض المتوسط إلى الدول الاسكندنافية وكانت محصورة بين منطقتين منخفضتي الضغط، واحدة فوق غرب روسيا والأخرى فوق شرق المحيط الأطلسي.

## الوفيات
ويقدر إجمالي الوفيات الزائدة بنحو 2500 حالة خلال أشهر الصيف في عام 2019. وقد حدثت معظم هذه الأحداث بشكل غير مباشر، وتمت ملاحظتها في النمذجة الإحصائية في وقت لاحق من ذلك العام. وبناء على إحصاءات كل بلد على حدة، قد يكون هذا الرقم أقل من التقديرات الحقيقية. وأفادت الحكومة الهولندية عن 400 حالة وفاة إضافية خلال أسبوع موجة الحر في يونيو، وهو رقم مماثل لتلك المسجلة خلال موجة الحر الأوروبية عام 2006.
قدرت فرنسا عدد الوفيات الإضافية بسبب موجة الحر بنحو 1435 حالة. أعلنت هيئة الصحة العامة في إنجلترا عن 900 حالة وفاة إضافية بسبب موجة الحر. وأفاد معهد روبرت كوخ بوجود 500 حالة وفاة إضافية في برلين وحدها. وأفادت بلجيكا عن ما لا يقل عن 716 حالة وفاة إضافية خلال الصيف.

## حسب البلد

### النمسا
في شهر يونيو تم تحطيم الأرقام القياسية للحرارة، ففي 30 يونيو وصلت درجة الحرارة إلى 38.5 °م (101.3 °ف) في إنسبروك. كان هذا رقمًا قياسيًا للحرارة في شهر يونيو في النمسا، وهو أيضًا أعلى درجة حرارة تم قياسها خلال موجات الحر.

### بلجيكا
سجلت بلجيكا ثلاثة أيام متتالية تجاوزت فيها 30 °م (86 °ف)؛ كان يوم 25 يونيو هو اليوم الأكثر حرارة خلال هذه الفترة، حيث تجاوزت درجة الحرارة في العديد من الأماكن 32 °م (90 °ف) وفي أماكن أخرى تصل درجات الحرارة إلى ما يقرب 35 °م (95 °ف).
خلال فترة الطقس الحار، حذر مسؤولو البيئة من انخفاض مستويات جودة الهواء، مما يؤثر بشكل خاص على الشباب وكبار السن والأشخاص الذين يعانون من أمراض الجهاز التنفسي. كما أنها تؤثر أيضًا على البلدان الصغيرة التي تعتمد على السياحة كمصدر رئيسي للدخل.
في 24 يوليو، تم قياس أعلى درجة حرارة مسجلة على الإطلاق في بلجيكا، حيث وصلت إلى 40.2 °م (104.4 °ف) في بلدة أنجليور، متجاوزة الرقم القياسي السابق البالغ 38.8 °م (101.8 °ف)، تم الوصول إليها في عام 1947. في نفس اليوم، تم إجلاء الركاب من قطار يوروستار الذي تعطل بين هالي وتوبيزي، حيث بدأ العديد منهم يمرضون بسبب درجات الحرارة الشديدة. في 25 يوليو، تم كسر الرقم القياسي الوطني مرة أخرى، حيث وصل إلى 41.8 °م (107.2 °ف) في بيجيننديجك (برابانت فلاماند). تم تسجيل حالة وفاة واحدة.
أفادت محطة الأرصاد الجوية الرسمية كيه إم آي في أوكل أن درجة الحرارة القصوى بلغت 39.7 °م (103.5 °ف)، في حين أفادت العديد من محطات الأرصاد الجوية الأخرى، بعضها قريب من بحر الشمال، بدرجات حرارة تتجاوز 40.0 °م (104.0 °ف).

### جمهورية التشيك
تم تسجيل أعلى درجة حرارة لشهر يونيو في دوكساني وكانت 38.9 °م (102.0 °ف). كما أدت درجات الحرارة المرتفعة إلى تعقيد النقل بالسكك الحديدية في جمهورية التشيك.

### الدنمارك
في 22 يوليو 2019، أصدرت إدارة الأرصاد الجوية تحذيرًا من ارتفاع درجات الحرارة التي قد تصل إلى 35 درجة مئوية. درجة مئوية (95 °ف). في 24 يوليو، وصلت درجة الحرارة إلى 30.9 درجة مئوية. °م (87.6 درجة فهرنهايت) في أبينرا وسفينبورغ ونيكوبينغ فالستر. في 25 يوليو وصلت درجة الحرارة إلى 32.0 °م (89.6 درجة فهرنهايت) في فوردينجبورج وهولباك. ومن المتوقع أن تصل درجات الحرارة في ذلك اليوم إلى 35 درجة. درجة مئوية (95 °F)، ولكن بسبب العواصف الرعدية بعد الظهر، وصلت درجة الحرارة إلى 32.0 درجة مئوية فقط كحد أقصى. °م (89.6 °ف).

### فنلندا
في 28 يوليو، سجلت هلسنكي درجة حرارة 33.2 °م (91.8 °ف)، محطمة الرقم القياسي السابق للمدينة. في نفس اليوم 33.7 °م (92.7 °ف) تم تسجيلها في بورفو.

### فرنسا

مفتاح خريطة فرنسا
لا يوجد يقظة خاصة
تحذير
اليقظة مطلوبة
اليقظة المطلقة

تحذيرات الطقس سارية المفعول في الفترة من 24 إلى 25 يوليو في فرنسا
لا يوجد يقظة خاصة
تحذير
اليقظة مطلوبة
اليقظة المطلقة

كانت فرنسا واحدة من أكثر البلدان تضررًا من موجة الحر، حيث تجاوزت درجات الحرارة في معظم أنحاء البلاد 32 °م (90 °ف) في 26 يونيو. أصدرت هيئة الأرصاد الجوية الفرنسية تنبيهًا برتقاليًا لمعظم أنحاء البلاد بسبب درجات الحرارة المرتفعة بشكل استثنائي، باستثناء المناطق الساحلية، مثل بريتاني والجزء الشمالي من هوت دو فرانس. تم وضع أربع مقاطعات في فرنسا في حالة تأهب أحمر: بوش دو رون، جارد، هيرولت وفوكلوز. وبسبب قواعد البناء في المباني القديمة الشائعة في جميع أنحاء البلاد، فإن العديد من المباني في فرنسا تفتقر إلى تكييف الهواء.
لقد تصرفت الحكومة الفرنسية بشكل أكثر استباقية في مواجهة موجة الحر في ضوء إخفاقاتها خلال موجة الحر الأوروبية في عام 2003. 15،000 مات الناس خلال هذا الحدث في فرنسا. حوالي 4،000 تم إغلاق المدارس في جميع أنحاء البلاد. فتحت السلطات في باريس غرف تبريد عامة. تمديد ساعات عمل الحدائق والمسابح في العديد من المدن. المتاحف المكيفة تسمح بالدخول المجاني لجميع الأشخاص.
شهدت فرنسا درجات حرارة تزيد عن 45 °م (113 °ف) لأول مرة في التاريخ المسجل. رقم قياسي وطني على الإطلاق يبلغ 46.0 °م (114.8 °ف)تم تسجيل درجة الحرارة بواسطة محطة أرصاد جوية مأهولة في فيرارج في 28 يونيو، وتم التحقق منها بواسطة هيئة الأرصاد الجوية الفرنسية في 19 يوليو. وفي وقت سابق، كانت أعلى درجة حرارة تم تسجيلها بشكل موثوق خلال موجة الحر هي 45.9 °م (114.6 °ف) بواسطة محطة أرصاد جوية أوتوماتيكية في جالارج لو مونتوكس، أيضًا في 28 يونيو. وقد تجاوزت هذه الأرقام الرقم القياسي السابق البالغ 44.1 °م (111.4 °ف)، مسجلة في كونكيراك وسان كريستول-لي-ألييه.
وقد سجلت اثنا عشر موقعًا آخر درجات حرارة أعلى من أعلى مستوى قياسي سابق. شهدت مدينة فيلفيي درجات حرارة بلغت 45.1 °م (113.2 °ف) في هذا اليوم. تم تحطيم العديد من الأرقام القياسية على طول ساحل البحر الأبيض المتوسط. سجلت مدينة مونبلييه درجة حرارة 43.5 °م (110.3 °ف)، محطمًا الرقم القياسي السابق بمقدار 5.8 °م (10.4 °ف). شهدت مدينتا نانت وبورج أعلى درجة حرارة منخفضة على الإطلاق خلال ليلة 27–28 يونيو عند 24.7 °م (76.5 °ف) و 23.8 °م (74.8 °ف) على التوالي.
توفي خمسة أشخاص على مستوى البلاد: أربعة منهم غرقًا وواحدًا بسبب ضربة شمس. وأشارت الشرطة إلى زيادة في حالات فتح صنابير إطفاء الحرائق بشكل غير قانوني. تم نقل طفل يبلغ من العمر ست سنوات إلى المستشفى في حالة حرجة بعد أن أصابته تيار من الماء من صنبور مياه تم فتحه بشكل غير قانوني. وأفادت المستشفيات عن زيادة كبيرة في حالات التشنجات والجفاف والدوار وأمراض القلب.
في يوليو/تموز 2019، شهدت فرنسا موجة الحر الثانية في أقل من شهر، متجاوزة بذلك العديد من الأرقام القياسية الإقليمية والوطنية لدرجات الحرارة. في الشهر السابق، تم تسجيل درجة حرارة قياسية وطنية بلغت 46.1 °م (115.0 °ف)تم قياس درجة الحرارة في بلدية جالارج لو مونتوكس الجنوبية. تجاوزت درجات الحرارة المرتفعة المسجلة سابقًا في أكثر من 50 مدينة فرنسية خلال موجة الحر هذه.
وفقًا لوزارة الصحة الفرنسية، تم الإبلاغ عن وفاة 567 شخصًا خلال موجة الحر في يونيو، وتوفي 868 شخصًا نتيجة لموجة الحر في يوليو.

### ألمانيا
سجلت معظم أنحاء ألمانيا درجات حرارة تجاوزت 32 °م (90 °ف) في 26 يونيو وكذلك أجزاء كبيرة من البلاد تتجاوز 35 °م (95 °ف). درجات الحرارة تصل إلى 37.5 °م (99.5 °ف) في برلين-تمبلهوف، ووصلت درجات الحرارة في براندنبورغ إلى 38.6 °م (101.5 °ف)، متجاوزة الرقم القياسي السابق لشهر يونيو وهو 38.2 °م (100.8 °ف) المسجلة في فرانكفورت. على الصعيد الوطني، بلغ متوسط درجة الحرارة طوال شهر يونيو 19.8 °م (67.6 °ف)، وهو ما يمثل أدفأ شهر يونيو منذ 140 سنوات من حفظ السجلات.
أربعة أشخاص لقوا حتفهم غرقاً في جميع أنحاء البلاد.
في 25 يوليو، بلغت درجة الحرارة 42.6 °م (108.7 °ف) تم تسجيلها في لينجن، ساكسونيا السفلى.[بحاجة لتحديث] وقد حطم هذا الرقم القياسي لأعلى درجة حرارة مسجلة على الإطلاق في ألمانيا، بعد الرقم القياسي السابق البالغ 40.5 °م (104.9 °ف) تم قياسها قبل يوم واحد. وأفادت خمس وعشرون محطة أرصاد جوية في البلاد بدرجات حرارة بلغت 40 °م (104 °ف) أو أعلى في 25 يوليو. قبل موجة الحر هذه، كانت أعلى درجة حرارة مسجلة في ألمانيا 40.3 °م (104.5 °ف) في كيتسينجن في عام 2015.
في نهاية موجة الحر، في مساء يوم 26 يوليو، تم إصدار أقصى تنبيه أرجواني للعواصف لثلاث مناطق (Landkreise) في ولاية بادن فورتمبيرغ، وهي فرويدنشتات وبوبلينجين وكالو.

### جرينلاند
بعد انتهاء موجة الحر في أوروبا القارية، انتقلت كتلة الهواء الدافئ شمالاً إلى جرينلاند، مما تسبب في موجة حر أدت إلى ذوبان نحو 197 جيجا طن (217 بليون طن صغير) من الجليد في يوليو. ومن المتوقع أن يصل ذوبان الجليد إلى ذروته في الأول من أغسطس/آب. للمقارنة، تسبب موسم الذوبان بأكمله في عام 2012 في 290 جيجا طن (320 بليون طن صغير) من فقدان الجليد. أظهرت نسبة قياسية بلغت 56.5 في المائة من الغطاء الجليدي في جرينلاند علامات الذوبان في 31 يوليو. قدر المركز الوطني الأمريكي لبيانات الثلوج والجليد فقدان الجليد خلال الأسبوع الأول من شهر أغسطس بما يتراوح بين 11–22 جيجا طن (12–24 بليون طن صغير) يوميًا بخسارة إجمالية قدرها 230 جيجا طن (250 بليون طن صغير) لموسم الذوبان حتى الآن.
استلزم حريق هائل اندلع بالقرب من سيسيميوت منذ أوائل يوليو/تموز إرسال رجال إطفاء من الدنمارك، حيث كان الحريق يشكل خطراً على المناطق المأهولة بالسكان وكان من المحتمل أن يستمر في الاشتعال طوال فصل الشتاء. تعتبر حرائق الغابات نادرة للغاية في جرينلاند.

### إيطاليا
بحلول 28 يونيو، ألقت السلطات الإيطالية القبض على 16 شخصًا. المدن في حالة تأهب قصوى بسبب درجات الحرارة الخطيرة. قامت أجهزة الأمن المدني بتوزيع المياه على السياح الذين يزورون روما.
توفي رجل يبلغ من العمر 72 عامًا بسبب ضربة شمس في محطة ميلانو سنترالي للسكك الحديدية.

### لوكسمبورغ
في 25 يوليو، أصدرت شركة ميتيولوكس تنبيهًا أحمرًا للحرارة الشديدة في جميع أنحاء البلاد. وفي نفس اليوم، وصلت درجة الحرارة إلى 40.8 °م (105.4 °ف) تم قياسها في ستينسل، وهي أعلى درجة حرارة تم تسجيلها على الإطلاق في البلاد، متجاوزة الرقم القياسي البالغ 40.5 °م (104.9 °ف) في ريميش في عام 2003.
تسببت درجات الحرارة المرتفعة والجفاف في اندلاع عدة حرائق خلال موجة الحر. في 24 يوليو/تموز، اندلع حريق بالقرب من شومانسك، واشتعلت النيران في بالات القش في أحد الحقول. في 25 يوليو، اندلع حريق غابات في هام، وانفجرت شاحنة إطفاء عندما اشتعلت فيها النيران أثناء وجودها في مكان الحادث.

### هولندا
في 25 يونيو، تجاوزت درجات الحرارة في معظم المناطق الداخلية من هولندا 32 °م (90 °ف). أصدر المعهد الوطني للمحيطات والغلاف الجوي تحذيرًا باللون الأصفر لأجزاء كبيرة من البلاد بسبب الحرارة، كما وضع المعهد الوطني للصحة العامة والبيئة خططًا وطنية للحرارة حيز التنفيذ في المناطق الصادرة تحت الرمز الأصفر.
سجلت مدينة دي بيلت، حيث يقع المقر الرئيسي للمعهد الملكي للقياس، درجة حرارة 33.2 °م (91.8 °ف) وأجزاء من أودن وجيلدرلاند سجلت درجات حرارة تصل إلى 36 °م (97 °ف).
في شهر يوليو في هولندا، تم وضع تنبيه برتقالي للبلاد بأكملها بسبب الحرارة الشديدة. وكان الرقم القياسي السابق لدرجات الحرارة المرتفعة 38.6 °م (101.5 °ف)، التي تم تسجيلها في وارنسفيلد في عام 1944، تم كسرها في 24 يوليو في أيندهوفن (شمال برابانت) حيث وصلت درجة الحرارة إلى 39.3 °م (102.7 °ف). في اليوم التالي، 40.7 °م (105.3 °ف) تم قياسها في جيلزي ريجن (شمال برابانت أيضًا). كانت جزر فريزيا الغربية هي المنطقة الوحيدة التي لم يتم إصدار أي تنبيه للطقس لها، ولكن كانت هناك موجة حر لأول مرة على الإطلاق في فليلاند وتيرشيلينج منذ بدء القياسات في عام 1996.
في 27 يوليو، أنهى المعهد الملكي للأرصاد الجوية حالة التأهب البرتقالية لجنوب هولندا وزيلاند وشمال برابانت وليمبورغ. وفي نفس اليوم، عند الساعة 22:32 بتوقيت وسط أوروبا الصيفي، أنهوا حالة التأهب البرتقالية في جميع أنحاء البلاد.
تم الإبلاغ عن وفاة ما يقرب من 400 شخص إضافي خلال موجة الحر مقارنة بأسبوع الصيف العادي.

### النرويج
في 26 يوليو، بلغت درجة الحرارة 33.4 °م (92.1 °ف)تم تسجيل درجة حرارة قياسية في بلدية بيرغن في النرويج، مما أدى إلى تسجيل رقم قياسي جديد في درجة الحرارة للمدينة. وبعد يوم واحد، في محطة سكة حديد لاكسفورس جنوب موسجوين، بلغت درجة الحرارة 35.6 °م (96.1 °ف) مسجلة، وهو ما يعادل الرقم القياسي الوطني لدرجات الحرارة على الإطلاق والذي تم تسجيله لأول مرة في يونيو 1970. ومع ذلك، لم يوافق المعهد النرويجي للأرصاد الجوية لاحقًا على التسجيل بسبب وجود الكثير من الحصى والنباتات المرتفعة بالقرب من المحطة.
أعلى تسجيل تمت الموافقة عليه كان 35 °م (95 °ف) في مطار موسجوين في 27 يوليو، وهي أعلى درجة حرارة تم تسجيلها على الإطلاق في شمال النرويج وتعادل أعلى درجة حرارة وطنية على الإطلاق في يوليو. وفي نفس اليوم، بلغت درجة الحرارة 34.6 °م (94.3 °ف) تم تسجيلها في أقصى الشمال في بلدية سالتدال. هذه أعلى درجة حرارة تم تسجيلها على الإطلاق داخل الدائرة القطبية الشمالية في النرويج. في 27 يوليو، سجل مطار تروندهايم أعلى مستوى له على الإطلاق بـ 33.5 °م (92.3 °ف) وشهدت خمسة أيام متتالية ارتفاعًا في درجات الحرارة فوق 32 °م (90 °ف).

### بولندا
سجلت بولندا درجات حرارة مرتفعة في أوائل شهر يونيو، حيث تجاوزت درجات الحرارة في معظم أنحاء البلاد 30 °م (86 °ف) في 12 يونيو. كما هو الحال في معظم أنحاء أوروبا الغربية والوسطى، سجلت معظم بولندا درجات حرارة تصل إلى 33 °م (91 °ف) في 26 يونيو. كما تجاوزت بولندا أيضًا رقمها القياسي السابق في يونيو، مسجلة 38.2 °م (100.8 °ف) في رادزين.

### إسبانيا
سجلت أجزاء كبيرة من إسبانيا درجات حرارة تجاوزت 35 °م (95 °ف) المسجلة في 27 يونيو، وسجلت أعلى درجات الحرارة في شمال شرق البلاد، حيث وصلت درجات الحرارة إلى 39.6 °م (103.3 °ف) في بلباو وتتجاوز 40 °م (104 °ف) في سرقسطة في 27 يونيو. البوكيرك، بطليوس سجلت 44.4 °م (111.9 °ف) في 29 يونيو.
سجل مطار سرقسطة 43.2 °م (109.8 °ف) في يونيو 2019، كان من المتوقع أن تصل درجات الحرارة في سرقسطة إلى 44 °م (111 °ف) فهرنهايت.، متجاوزة بذلك الرقم القياسي لدرجات الحرارة في شهر يونيو للمدينة.
وقعت حالتا وفاة على الأقل بسبب ضربة شمس في البلاد: رجل يبلغ من العمر 93 عامًا في بلد الوليد وصبي يبلغ من العمر 17 عامًا في قرطبة.

### السويد
تأثرت السويد فقط بالجزء الجنوبي من البلاد. في 30 يونيو، بلغ قياس أوسكارشامن 33.7 °م (92.7 °ف) أعلى درجة حرارة في شهر يونيو منذ عام 1970.
في 26 يوليو، بلغت درجة الحرارة 34.8 °م (94.6 °ف)تم تسجيل درجة حرارة في ماركوسفينسا، وهي أعلى درجة حرارة مسجلة في شمال السويد منذ عام 1945. أصدر المعهد السويدي للأرصاد الجوية والهيدرولوجيا تحذيرا من ارتفاع درجات الحرارة من الدرجة الأولى في أجزاء من البلاد، فضلا عن تحذير من نقص محتمل في المياه في أغسطس في 15 مقاطعة. ولمنع حرائق الغابات بسبب الحرارة والطقس الجاف، تم فرض حظر على إشعال الحرائق في عدة مواقع في السويد. صرح أحد خبراء الأرصاد الجوية في المعهد أنه على الرغم من أن درجات الحرارة في جنوب البلاد أعلى من المتوسط، إلا أنها لم تكن متطرفة. والسبب الرئيسي وراء ذلك هو أن شهر يوليو بدأ بفترة باردة في شمال أوروبا بين موجتي الحر.

### سويسرا
وفي سويسرا، تم تحطيم الأرقام القياسية للحرارة لشهر يونيو في ما يقرب من 30 موقعًا في جميع أنحاء البلاد. وصلت درجات الحرارة إلى 35.5 °م (95.9 °ف) درجة في زيورخ و 35.3 °م (95.5 °ف) في بازل في 26 يونيو.
كما تجاوزت درجات الحرارة في المناطق ذات الارتفاعات العالية 30 °م (86 °ف) مع درجات حرارة تصل إلى 30.3 °م (86.5 °ف) في Col Des Mosses وادلبودن.
أصدرت هيئة الأرصاد الجوية السويسرية مستوى 3 من الخطر بسبب ارتفاع درجات الحرارة في معظم أنحاء البلاد، مع وجود أجزاء كبيرة من فاليه وتيسينو تحت مستوى الخطر 4، مما يعني ارتفاع الخطر بسبب الحرارة الاستثنائية.
أعلى درجة حرارة تم قياسها خلال موجات الحر كانت 37.4 °م (99.3 °ف) في 25 يوليو في بازل.

### المملكة المتحدة
في 29 يونيو، واجهت أجزاء كبيرة من إنجلترا، بما في ذلك الجنوب ومنطقة ميدلاندز، درجات حرارة تجاوزت 30 °م (86 °ف) مع أعلى درجة حرارة 34.0 °م (93.2 °ف) تم تسجيلها في مطار هيثرو وقاعدة نورثولت الجوية الملكية. كانت موجة الحر قصيرة الأمد إلى حد ما في المملكة المتحدة، حيث انخفضت درجات الحرارة إلى ما يقرب من المعدل الطبيعي في اليوم التالي.
غرق طفل في نهر إيرويل في مانشستر الكبرى بعد أن غاص فيه ليبرد نفسه خلال درجات الحرارة المرتفعة.
في 23 يوليو، جددت هيئة الصحة العامة في إنجلترا تحذيرها من الحرارة في جميع أنحاء المملكة المتحدة، وحثت الناس على "الحفاظ على رطوبة الجسم والبحث عن الظل واتخاذ الحماية من الشمس". وفي نفس الليلة، أثرت العواصف الرعدية واسعة النطاق على البلاد، حيث ذكرت هيئة الإذاعة البريطانية (بي بي سي) أن البلاد شهدت حوالي 48 ألف صاعقة خلال الليل.

## البحث
اعتبارًا من الأول من أغسطس، اعتبرت المنظمة العالمية للأرصاد الجوية أن شهر يوليو 2019 هو على الأقل الشهر الأكثر سخونة على الإطلاق، بناءً على متوسط درجة الحرارة العالمية. في السابق، وجد أن شهر يونيو 2019 هو الشهر الأكثر سخونة على الإطلاق. وقد تم تأكيد ذلك في 5 أغسطس من قبل شبكة مراقبة الأرض التابعة للاتحاد الأوروبي، والتي وجدت أن 0.04 °م (0.072 °ف) أعلى من الرقم القياسي السابق المسجل في يوليو/تموز 2016. وجد أن عام 2019 ككل كان على المسار الصحيح ليكون العام الأكثر سخونة على الإطلاق.
نُشرت دراسة حول هذا الحدث، وهي ثمرة تعاون بين العديد من المنظمات والمعاهد المناخية الأوروبية، في 2 أغسطس/آب 2019. ووجدت أن درجات الحرارة التي شهدتها موجة الحر كانت تتراوح 1.5 إلى 3 °م (2.7 إلى 5.4 °ف) أقل لو لم يكن هناك ظاهرة الاحتباس الحراري الناجمة عن أنشطة الإنسان، وأن درجات الحرارة المسجلة في فرنسا وهولندا كانت ستحدث هناك في المتوسط أقل من مرة واحدة كل ألف عام. وبحسب المؤلف الرئيسي للدراسة، فإنه في ظل الوتيرة الحالية للاحتباس الحراري، فإن موجات الحر هذه سوف تستمر لمدة 3 °م (5.4 °ف) أخرى. أقوى بحلول عام 2050.